# 1876
1876 (MDCCCLXXVI) byl rok, který dle gregoriánského kalendáře započal sobotou.

## Události

### Česko
- 4. červen – zahájen provoz druhé koňské tramvaje v Brně
- 8. červenec – Dohoda ze Zákup mezi Rakouskem a Ruskem
- zahájení provozu Špičáckého tunelu (1 747 m) na trati Plzeň – Železná Ruda

### Svět
- 31. leden – USA nařídily všem Indiánům přesun do rezervací
- 14. únor – Alexander Graham Bell patentoval svůj vynález telefonu
- 10. březen – Alexander Graham Bell uskutečnil první telefonní hovor
- Jaro – Tisíce indiánů z plání ve Spojených státech odcestovali do tábora náčelníka Siouxů Sedícího býka v oblasti řeky Little Bighorn a vytvořili poslední velké shromáždění původních obyvatel na Velkých pláních.[1]
- 1. května – Britská královna Viktorie přijala titul císařovna Indie
- 10. května – 10. listopadu – Světová výstava ve Filadelfii
- 17. května – Německý inženýr Nicolaus Otto si patentoval čtyřdobý spalovací motor
- 4. června – Vlak Transcontinental Express poprvé projel z New Yorku do San Francisca a spojil tak východní a západní pobřeží USA. Cesta trvala 83 hodin a 39 minut.
- 17. červen – Bitva u Rosebudu, Siouxové a severní Šajeni vedení Splašeným koněm porazili generála George Crooka
- 25. červen – Bitva u Little Bighornu, Siouxové, severní Šajeni a severní Arapahové vedení Sedícím býkem a Splašeným koněm porazili plukovníka Custera
- 1. červenec – Srbsko vyhlásilo válku Turecku
- 2. červenec – Černá Hora vyhlásila válku Turecku
- 1. srpna – Colorado se stalo 38. státem Unie
- 21. srpna – Čchifuská konvence mezi Čínou a Velkou Británií
- 15. října – Ve Francii začal vycházet deník Le Petit Parisien
- 16. listopadu – Dcera sultána Abdülmecida I., princezna Behice Sultan, byla provdána za Damata Halila Hamida Paşu. 14 dní na to sultánka Behice umírá.
- 25. listopad – Generál Ranald Mackenzie přepadl a porazil zimující severní Šajeny
- 23. prosince – Mladí Osmané sepisují zákon o konstituci a v Osmanské říši začíná První konstituční éra
- Dubnové povstání v Bulharsku proti Osmanské říši
- Státní bankrot Osmanské říše
- Do provozu uvedena železnice Helsinky-Tampere
- V Kalifornii byla dostavěna kolejová spirála Tehachapi Loop
- O vítězi prezidentských voleb v USA musel rozhodnout až Nejvyšší soud (druhý takový případ se stal až ve volbách z roku 2000)

### Probíhající události
- 1875–1878 – Velká východní krize
- 1876–1878 – První konstituční éra

## Vědy a umění
- 7. listopadu – Premiéra 6. Smetanovy opery Hubička na libreto Elišky Krásnohorské
- Alfred Brehm začal vydávat Brehmův život zvířat
- Thomas Alva Edison vynalezl uhlíkový reostat
- v Londýně bylo postaveno první umělé kluziště
- německý chemik Karl von Linde vynalezl čpavkovou ledničku

## Knihy
- Jan Karafiát – Broučci
- Mark Twain – Dobrodružství Toma Sawyera
- Jules Verne – Carův kurýr

## Narození
Automatický abecedně řazený seznam viz Kategorie:Narození v roce 1876

### Česko

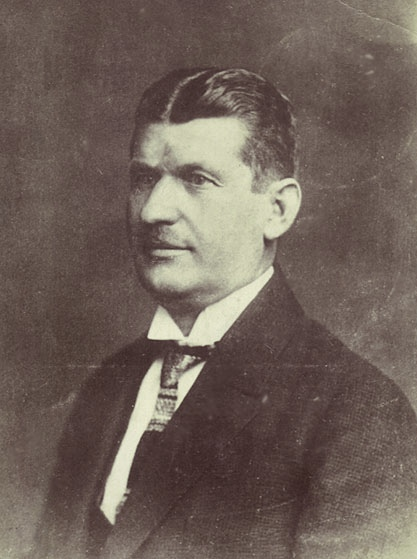
Tomáš Baťa (* 3. dubna)

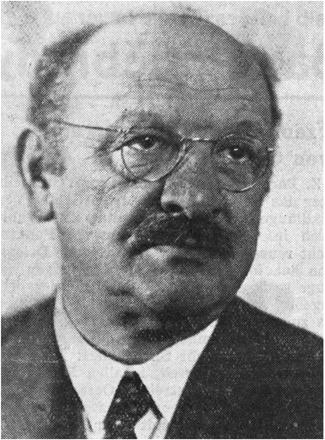
Oskar Fischer (* 12. dubna)

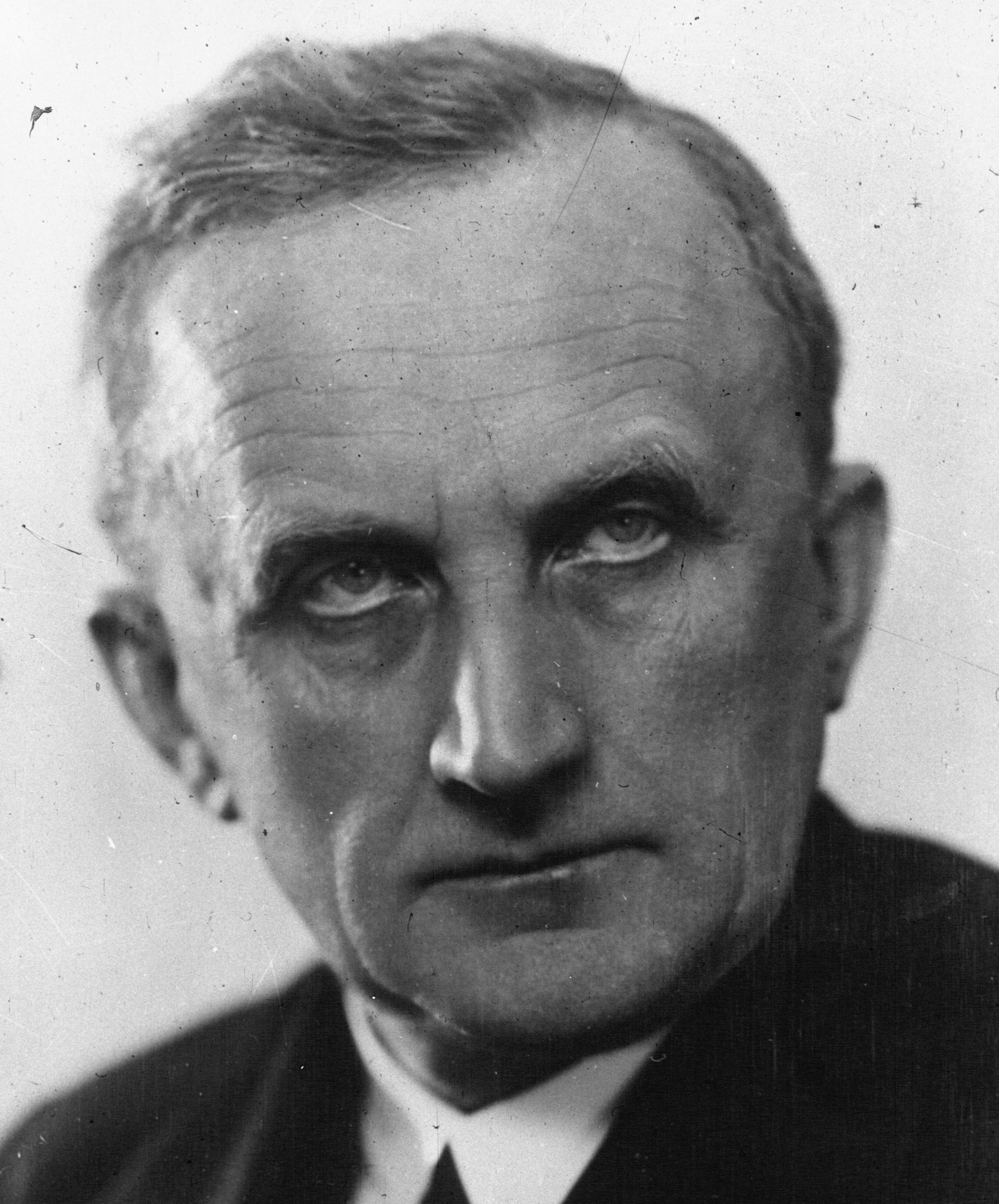
Kamil Krofta (* 17. července)

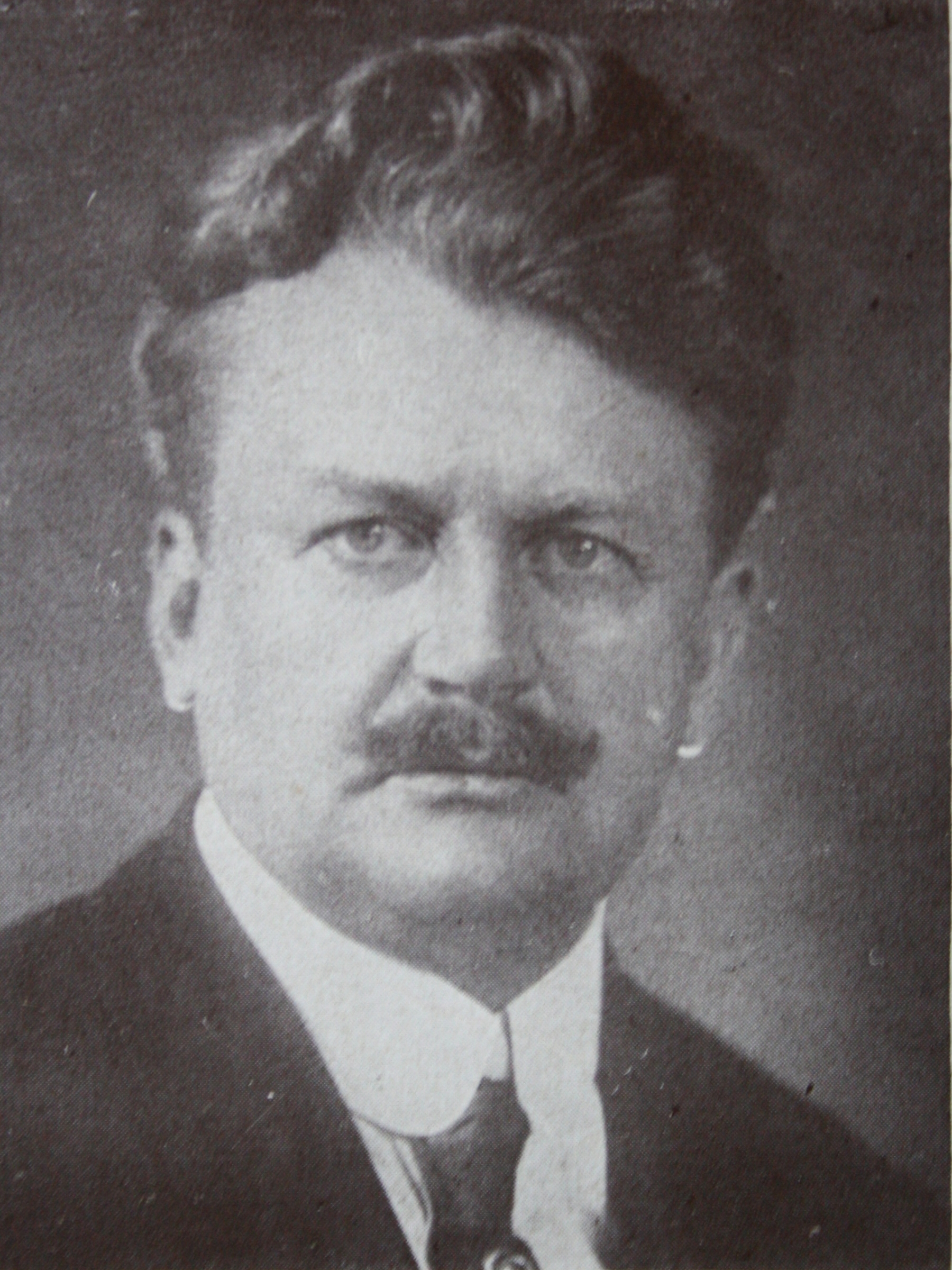
Antonín Benjamin Svojsík (* 5. září)

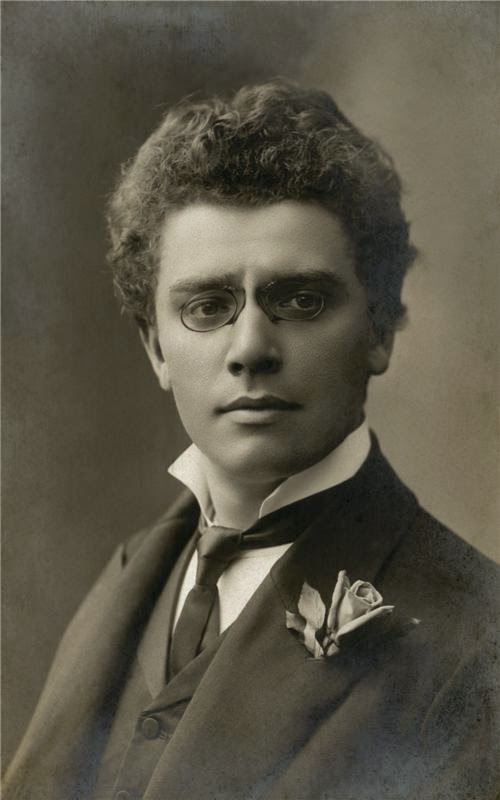
Emil Burian (* 12. prosince)

- 4. ledna – Emanuel Lehocký, politik († 24. září 1930)
- 6. ledna – František Chlouba, politik († 15. srpna 1943)
- 10. ledna – Olga Fastrová, novinářka, učitelka, překladatelka a spisovatelka († 8. srpna 1965)
- 11. ledna – Siegfried Taub, československý politik německé národnosti († 1. května 1946)
- 23. ledna – Lev Winter, politik († 29. srpna 1935)
- 28. ledna – Karel Douša, hudební skladatel, varhaník a sbormistr († 3. dubna 1944)
- 1. února
  - Franta Anýž, řezbář, cizelér a medailér († 8. října 1934)
  - Prokop Miroslav Haškovec, profesor románské filologie a překladatel († 20. prosince 1935)
- 3. února – Petr Solfronk, politik († 19. července 1954)
- 5. února – Rudolf Vanýsek, lékař († 28. srpna 1957)
- 6. února – Adolf Melíšek, československý politik slovenské národnosti († 7. listopadu 1943)
- 13. února – Ludvík Singer, politik († 23. července 1931)
- 19. února – Ida Münzbergová, malířka († 11. července 1955)
- 24. února – Albín Stocký, archeolog († 18. dubna 1934)
- 5. března – Jindřich Jindřich, hudební skladatel († 23. října 1967)
- 8. března – Bedřich Jahn, advokát a divadelní ředitel († 12. dubna 1942)
- 19. března – Bohumila Bloudilová, fotografka († 11. srpna 1946)
- 25. března – Karel Dyrynk, typograf a překladatel († 2. července 1949)
- 30. března – Jan Václav Novák, hudební skladatel a klarinetista († 5. února 1939)
- 31. března – Václav Zbořil, politik († 1956)
- 3. dubna – Tomáš Baťa, zakladatel obuvnické firmy Baťa († 12. července 1932)
- 5. dubna
  - Franz Kaufmann, československý politik německé národnosti († 27. dubna 1939)
  - František Lexa, egyptolog († 13. února 1960)
- 6. dubna – Rudolf Deyl starší, herec († 16. dubna 1972)
- 9. dubna – Arnold Bobok, československý politik slovenské národnosti († 31. října 1924)
- 12. dubna
  - Oskar Fischer, psychiatr a neuropatolog († 28. února 1942)
  - Antonín Zelnitius, učitel a amatérský archeolog († 3. března 1957)
- 18. dubna
  - Josef Bedřich Cinibulk, učitel, vlastenec a propagátor turistiky († 14. července 1944)
  - Karel Mečíř, novinář, spisovatel, diplomat a politik († 12. května 1947)
- 22. dubna – Juraj Krejčí, československý politik slovenské národnosti († ?)
- 29. dubna – Václav Vydra, divadelní herec a režisér († 7. dubna 1953)
- 30. dubna – Josef Schieszl, čs. ministr sociální péče a zdravotnictví († 10. března 1970)
- 15. května – Jaroslav Plicka, politik († ?)
- 18. května – Luděk Pik, politik, poslanec a starosta Plzně († 19. dubna 1948)
- 23. května – Jan Pažout, malíř († 6. května 1909)
- 24. května – Jiří Živný, dramatik († 9. července 1948)
- 25. května – Josef Matoušek, čs. ministr průmyslu, obchodu a živností († 4. června 1945)
- 28. května – Ondřej Pukl, chemik a atlet († 9. února 1936)
- 5. června – Anton Günther, lidový básník a písničkář Krušnohoří († 29. dubna 1937)
- 8. června – Jan Honsa, malíř a grafik († 9. září 1937)
- 10. června – František Samek, politik († 11. září 1940)
- 14. června – Jan Charbula, pravoslavný novomučedník z období nacismu (* 2. června 1942)
- 15. června – Hanuš Svoboda, hudební skladatel a pedagog († 16. prosince 1964)
- 16. června – Karel Anderle, lesník, vysokoškolský profesor († ?)
- 17. června – Jan Čapek, legionář († 17. června 1918)
- 23. června – František Čuřík, matematik († 7. června 1944)
- 30. června – Alois Pozbyl, kněz, básník a spisovatel († 2. července 1921)
- 2. července – Jindřich Waldes, podnikatel, vlastenec a mecenáš umění († květen 1941)
- 15. července
  - Rudolf Bergman, politik († 23. ledna 1940)
  - Josef Patzel, československý politik německé národnosti († 20. května 1927)
- 16. červenec – František Roith, architekt († 5. září 1942)
- 17. července
  - Jaroslav Bradáč, učitel a hudební skladatel († 29. května 1938)
  - Kamil Krofta, historik a politik († 16. srpna 1945)
- 18. července – Bedřich Bezděk, politik († 12. srpna 1943)
- 4. srpna – Jakub Janovský, politik († 6. května 1967)
- 10. srpna – Leopold Hilsner, domnělý vrah Anežky Hrůzové († 8. ledna 1928)
- 17. srpna – Jan Měchura, politik († ?)
- 18. srpna – František Slavík, mineralog, petrolog a geolog († 27. ledna 1957)
- 5. září – Antonín Benjamin Svojsík, zakladatel českého skautingu († 17. září 1938)
- 6. září – František Nedvěd, politik († 22. srpna 1943)
- 3. října – Karel Fučík, operní pěvec († 22. listopadu 1951)
- 5. října – Heinrich Brunar, československý politik německé národnosti († 10. června 1933)
- 13. října – Karel Sezima, spisovatel († 14. prosince 1949)
- 18. října – Ján Rumann, československý politik slovenské národnosti († 2. srpna 1925)
- 21. října – Rosa Vůjtěchová, zakladatelka Kongregace sester těšitelek Božského Srdce Ježíšova († 5. září 1945)
- 25. října – Milan Ivanka, československý politik slovenské národnosti († 26. srpna 1950)
- 7. listopadu – Karel Anděl, politik († 14. listopadu 1929)
- 10. listopadu – Martin Bohdan Lány, cestovatel, obchodník a misionář († ? 1941)
- 13. listopadu – Václav Joachim, právník, vysokoškolský profesor († 7. července 1945)
- 18. listopadu – František Hnídek, politik († 3. března 1932)
- 1. prosince – Franz Scholz, československý politik německé národnosti († 9. května 1960)
- 7. prosince – Emanuel Rosol, pedagog, politický a kulturní pracovník, ministerský rada a odbojář († 29. června 1942)
- 12. prosince – Emil Burian, operní pěvec († 9. října 1926)
- 14. prosince – Lajos Körmendy-Ékes, československý politik maďarské národnosti († 4. června 1951)
- 15. prosince – Hans Jokl, československý politik německé národnosti († 3. února 1935)
- 18. prosince – Antonín Remeš, politik († 18. září 1958)

### Svět

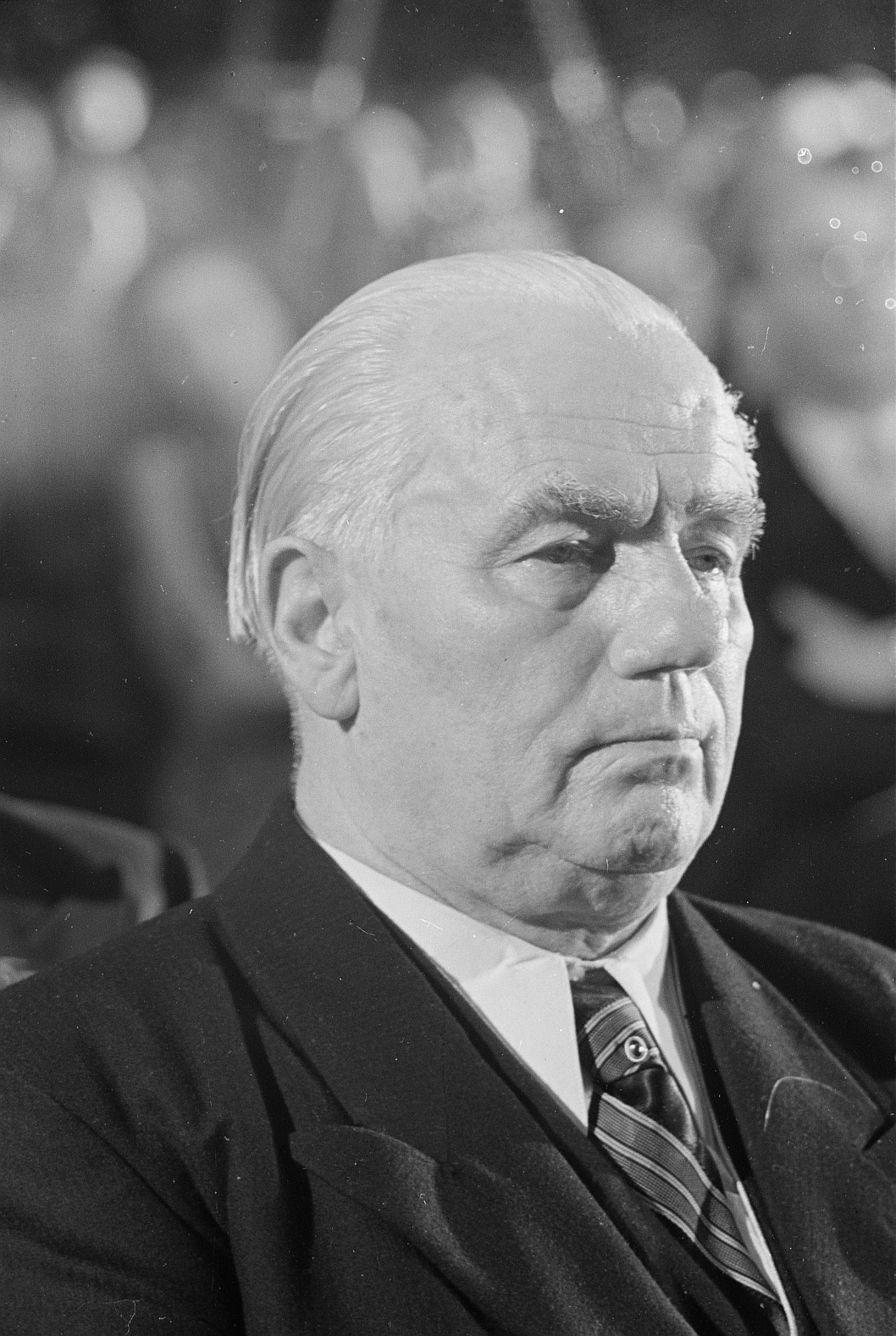
Wilhelm Pieck (* 3. ledna)

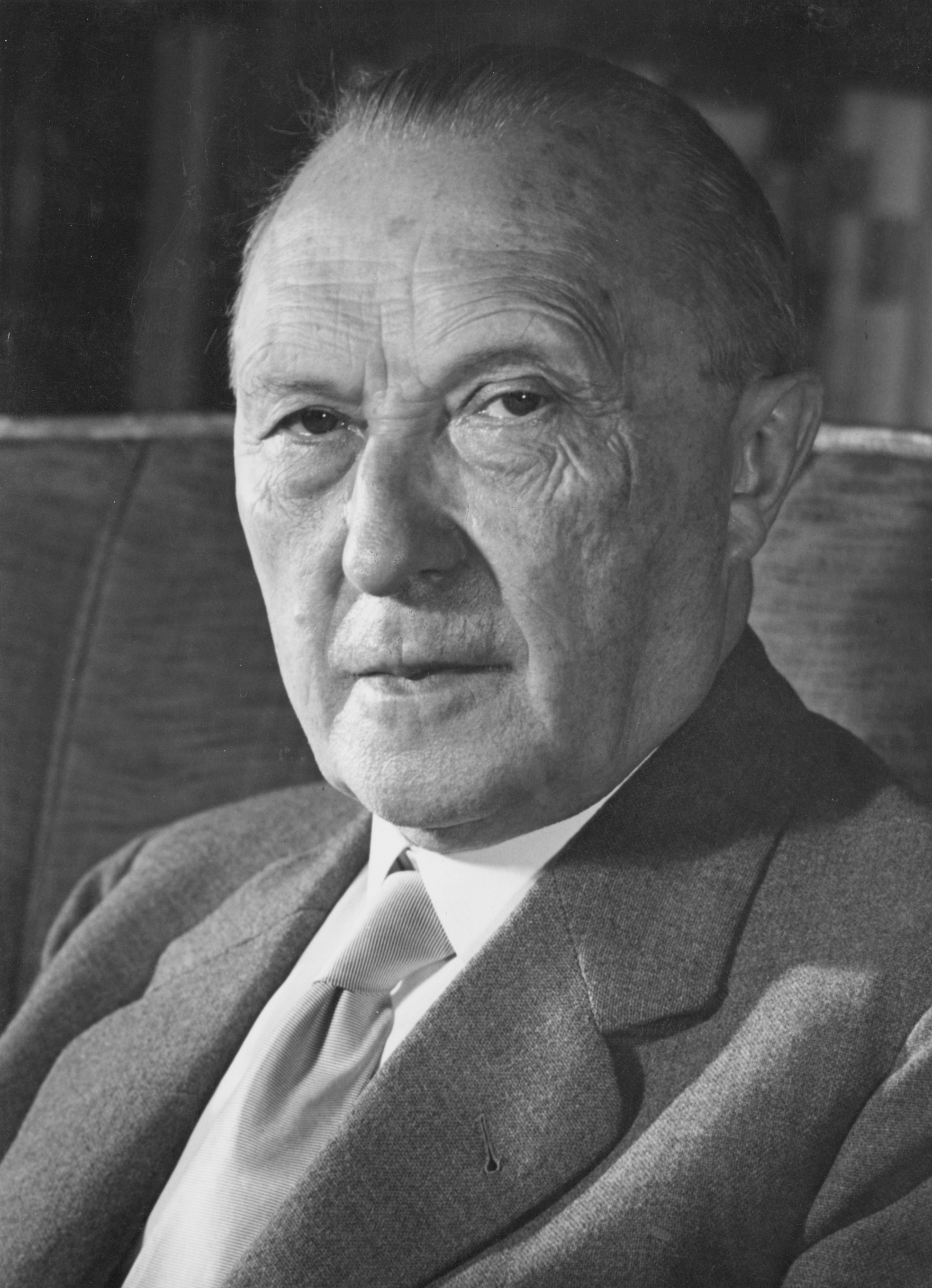
Konrad Adenauer (* 5. ledna)

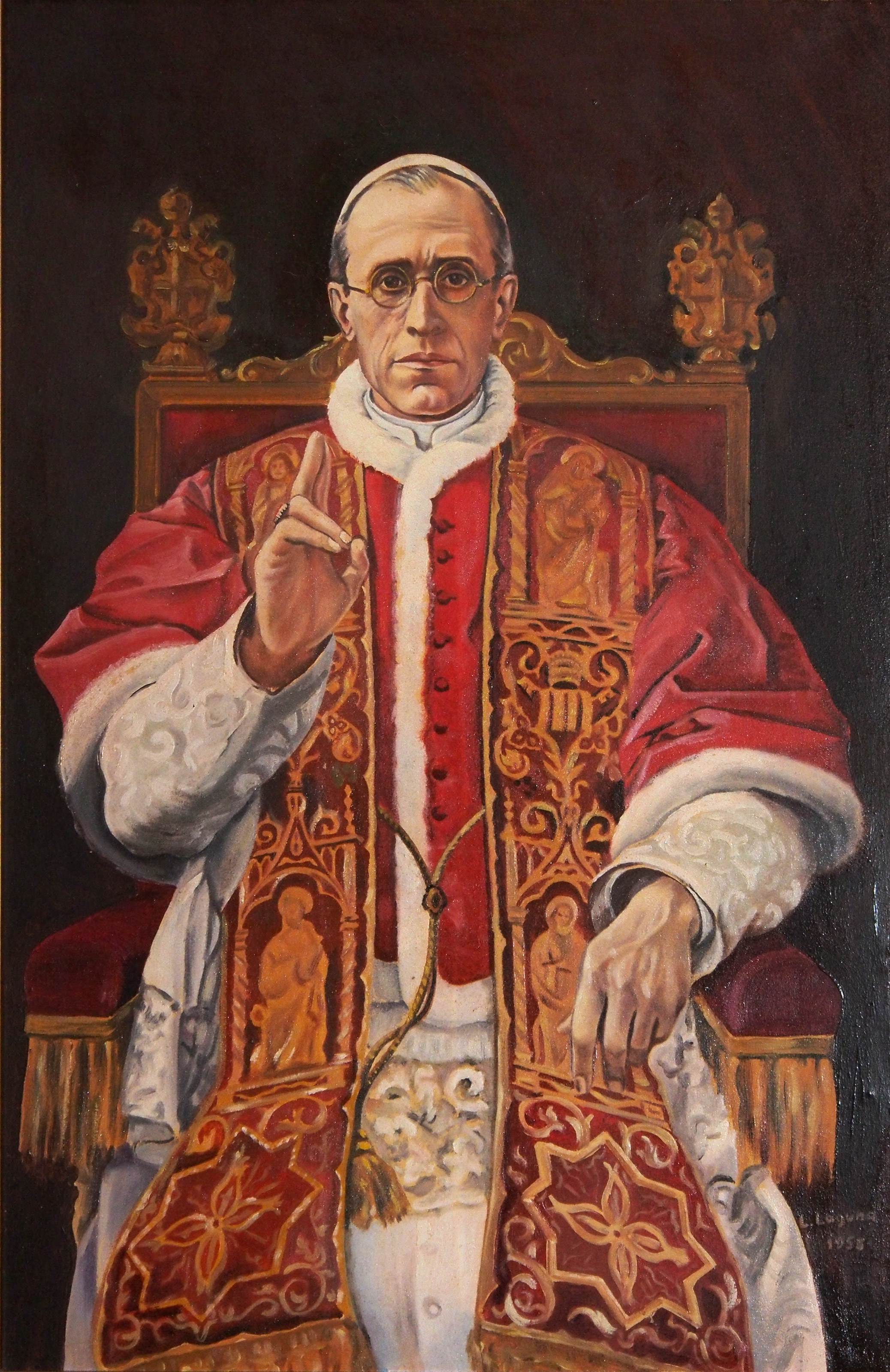
Pius XII. (* 2. března)

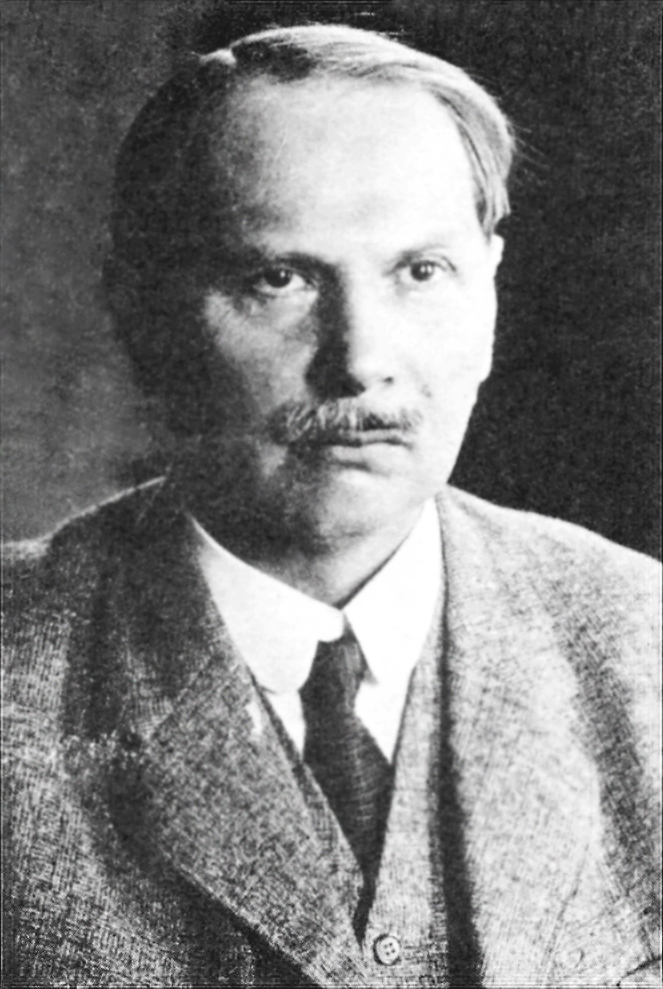
Viktor Kaplan (* 27. listopadu)

- 3. ledna – Wilhelm Pieck, prezident NDR († 7. září 1960)
- 5. ledna – Konrad Adenauer, první poválečný německý kancléř († 19. dubna 1967)
- 6. ledna – Mešadi Azizbekov, bolševický revolucionář († 20. září 1918)
- 9. ledna – Robert Michels, německý sociolog († 2. května 1936)
- 12. ledna
  - Jack London, americký spisovatel († 22. listopadu 1916)
  - Ermanno Wolf-Ferrari, italský hudební skladatel († 21. ledna 1948)
- 13. ledna
  - Erhard Schmidt, německý matematik († 6. prosince 1959)
  - Fatma Pesend Hanımefendi, jedenáctá manželka osmanského sultána Abdulhamida II. († 5. listopadu 1924)
- 18. ledna – Elsa Einsteinová, manželka a sestřenice Alberta Einsteina († 20. prosince 1936)
- 19. ledna – Thit Jensenová, dánská spisovatelka († 14. května 1957)
- 23. ledna – Otto Diels, německý chemik, nositel Nobelovy cenu za chemii († 7. března 1954)
- 2. února – Alexej Vasiljevič Hanzen, ruský malíř († 19. října 1937)
- 5. února – Friedrich Kollarz, rakouský důstojník a politik († 24. února 1934)
- 6. února – Eugène-Henri Gravelotte, francouzský šermíř, olympijský vítěz († 28. srpna 1939)
- 8. února – Paula Modersohn-Beckerová, německá malířka († 20. listopadu 1907)
- 12. února – Thubtän Gjamccho, 13. tibetský dalajlama († 17. prosince 1933)
- 19. února – Constantin Brâncuși, rumunský sochař a fotograf († 16. března 1957)
- 26. února – Filipp Isajevič Gološčokin, sovětský státní a partajní činovník († 28. října 1941)
- 1. března
  - Henri de Baillet-Latour, belgický šlechtic, předseda Mezinárodního olympijského výboru († 6. ledna 1942)
  - Elsa Württemberská, princezna ze Schaumburg-Lippe († 27. května 1936)
  - Arthur Ruppin, izraelský sociolog a politik († 1. ledna 1943)
- 2. března – Pius XII., papež († 9. října 1958)
- 5. března
  - Édouard Belin, švýcarský fotograf a vynálezce († 4. března 1963)
  - B.M. Patton, prezident Mezinárodní hokejové federace († 10. dubna 1939)
- 15. března – Tiburcio Carías Andino, prezident Hondurasu († 23. prosince 1969)
- 17. března – Ernest Esclangon, francouzský astronom, matematik a fyzik († 28. ledna 1954)
- 18. března – Roman Malinovskij, ruský revolucionář († 5. listopadu 1918)
- 19. března – John Marshall, britský archeolog († 17. srpna 1958)
- 20. března – Račija Ačarjan, arménský lingvista († 16. dubna 1963)
- 21. března – John Tewksbury, americký atlet, sprinter, olympijský vítěz († 25. dubna 1968)
- 23. března – Ziya Gökalp, turecký sociolog, spisovatel, básník († 25. října 1924)
- 24. března – Ioannis Georgiadis, řecký šermíř, olympijský vítěz († 20. března 1960)
- 25. března – Irving Baxter, americký atlet, olympijský vítěz († 13. června 1957)
- 26. března – Wilhelm Wied, albánský kníže († 18. dubna 1945)
- březen – George Edalji, nespravedlivě odsouzený britský advokát († 17. června 1953)
- 1. dubna
  - Ernst Stern, rumunsko-německý scénograf († 28. srpna 1954)
  - Peter Strasser, organizátor bojové činnosti německé námořní vzduchoplavby († 5. srpna 1918)
- 4. dubna – Maurice de Vlaminck, francouzský malíř, sochař a spisovatel († 11. října 1958)
- 10. dubna – Šabtaj Levy, izraelský politik († 1. listopadu 1956)
- 19. dubna – Jindřich Meklenbursko-Zvěřínský, nizozemský princ manžel († 3. července 1934)
- 22. dubna – Robert Bárány, rakouský fyziolog, nositel Nobelovy ceny († 8. dubna 1936)
- 24. dubna – Erich Raeder, vrchní velitel německého válečného loďstva († 6. listopadu 1960)
- 28. dubna – Nicola Romeo, italský automobilový konstruktér († 15. srpna 1938)
- 29. dubna – Zauditu I., etiopská císařovna († 2. dubna 1930)
- 7. května – Paul Rivet, francouzský etnolog († 21. března 1958)
- 10. května – Ivan Cankar, slovinský spisovatel († 11. prosince 1918)
- 13. května – Vojislav Marinković, předseda vlády Království Jugoslávie († 18. září 1935)
- 18. května – Hermann Müller, německý říšský kancléř († 20. března 1931)
- 2. června – Dušan Porubský, slovenský novinář († 9. dubna 1924)
- 3. června – Ramón Cabanillas, španělský spisovatel († 9. listopadu 1959)
- 10. června – Vilém Arnošt Sasko-Výmarsko-Eisenašský, poslední velkovévoda sasko-výmarsko-eisenašský († 24. dubna 1923)
- 11. června – Alfred Louis Kroeber, americký antropolog, historik a lingvista († 5. října 1960)
- 2. července – Wilhelm Cuno, německý říšský kancléř († 3. ledna 1933)
- 12. července
  - Max Jacob, francouzský básník, malíř a spisovatel († 5. března 1944)
  - Ivan Krasko, slovenský spisovatel († 3. března 1958)
- 13. července – Marie Anunciáta Habsbursko-Lotrinská, rakouská arcivévodkyně († 8. dubna 1961)
- 17. července – Maxim Maximovič Litvinov, sovětský lidový komisař pro zahraniční věci († 31. prosince 1951)
- 19. července – Ignaz Seipel, rakouský kancléř († 2. srpna 1932)
- 25. července – Alžběta Gabriela Bavorská, belgická královna († 23. listopadu 1965)
- 7. srpna – Mata Hari, orientální tanečnice, agentka Německa a Francie († 15. října 1917)
- 9. srpna – William Lovell Finley, americký fotograf divoké přírody († 29. června 1953)
- 14. srpna – Alexandr I. Obrenović, král Srbska († 11. června 1903)
- 17. srpna
  - Eric Drummond, britský diplomat, první generální tajemník Společnosti národů († 15. prosince 1951)
  - Dragutin Dimitrijević, srbský vůdce nacionalistické skupiny Černá ruka († 27. června 1917)
- 29. srpna – Kim Ku, prezident Jižní Koreje († 26. června 1949)
- 5. září – Wilhelm von Leeb, německý polní maršál († 29. dubna 1956)
- 6. září – John James Rickard Macleod, skotský fyziolog, nositel Nobelovy ceny († 16. března 1935)
- 13. září – Sherwood Anderson, americký spisovatel († 8. března 1941)
- 14. září – Cesar Klein, německý expresionistický malíř († 13. března 1954)
- 18. září – Gustaf Estlander, švédsko-finský architekt, rychlobruslař a jachtař († 1. prosince 1930)
- 21. září – Herman Bernstein, americký novinář, spisovatel a politik († 31. srpna 1935)
- 25. září – Chajim Boger, izraelský politik († 8. června 1963)
- 6. října – Jan Bułhak, polský fotograf, etnograf a folklorista († 4. února 1950)
- 11. října – Gertrud von Le Fort, německá pisatelka křesťanské literatury († 1. listopadu 1971)
- 12. října – Kirill Vladimirovič Ruský, ruský velkokníže († 12. října 1938)
- 15. října – Elmer Drew Merrill, americký botanik († 25. února 1956)
- 1. listopadu – Alexandr Culukidze, gruzínský revolucionář († 8. června 1905)
- 5. listopadu – Raymond Duchamp-Villon, francouzský sochař († 9. října 1918)
- 15. listopadu – Anton Rintelen, rakouský právník a politik († 28. ledna 1946)
- 16. listopadu – André Abbal, francouzský sochař († 1953)
- 17. listopadu – August Sander, německý fotograf († 20. dubna 1964)
- 21. listopadu – Olav Duun, norský spisovatel († 13. září 1939)
- 23. listopadu – Manuel de Falla, španělský skladatel a klavírista († 14. listopadu 1946)
- 25. listopadu – Viktorie Melita Sasko-Koburská, velkovévodkyně hesenská a ruská velkokněžna († 2. března 1936)
- 26. listopadu
  - Willis Carrier, americký technik a vynálezce († 7. října 1950)
  - Abd al-Azíz ibn Saúd, král, zakladatel třetího saúdského státu († 9. listopadu 1953)
- 27. listopadu – Viktor Kaplan, rakouský inženýr a vynálezce († 23. srpna 1934)
- 8. prosince – Oľga Paulinyová, slovenská spisovatelka († 26. července 1960)
- 11. prosince – Mieczysław Karłowicz, polský hudební skladatel († 8. února 1909)
- 12. prosince – Alvin Kraenzlein, americký atlet, olympijský vítěz († 6. ledna 1928)
- 20. prosince – Walter Sydney Adams, americký astronom († 11. května 1956)
- 22. prosince – Filippo Tommaso Marinetti, italský spisovatel, zakladatel a teoretik futurismu († 2. prosince 1944)
- 25. prosince
  - Muhammad Alí Džinnáh, generální guvernér Pákistánu († 11. září 1948)
  - Adolf Otto Reinhold Windaus, německý chemik, držitel Nobelovy ceny za chemii († 9. června 1959)
- 29. prosince – Pablo Casals, katalánský violoncellista a dirigent († 22. října 1973)
- ? – Avraham Elmalich, izraelský politik († 2. dubna 1967)
- ? – Petro Trad, prezident Libanonu († 1947)

## Úmrtí
Automatický abecedně řazený seznam existujících biografií viz Kategorie:Úmrtí v roce 1876

### Česko

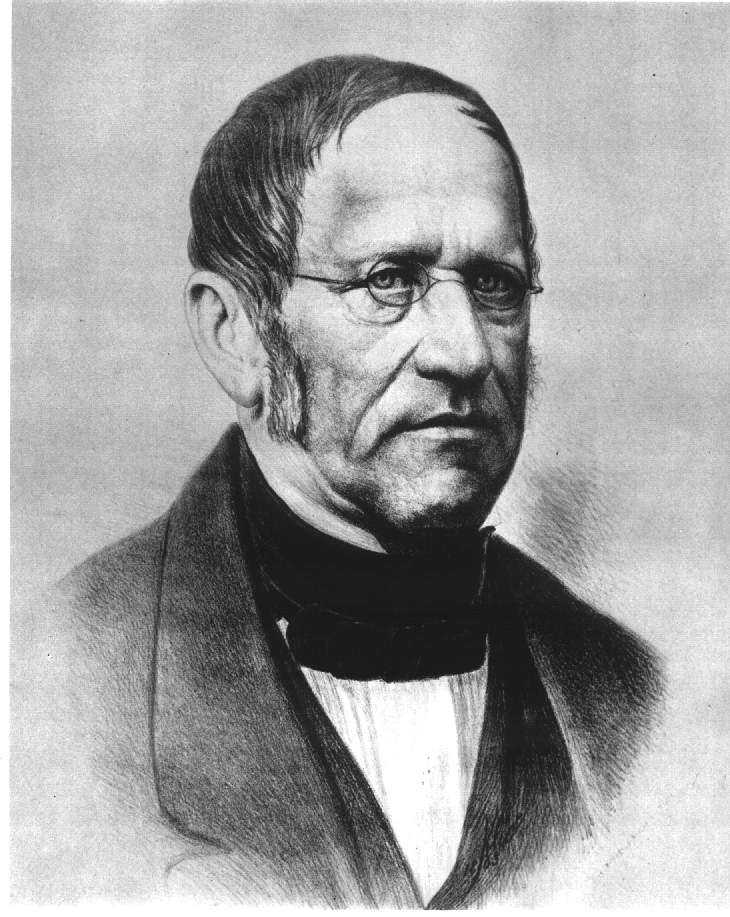
František Palacký († 26. května)

- 4. ledna – Eduard Novotný, jazykovědec, autor učebnic (* 23. března 1833)
- 19. února – Jan Helcelet, moravský lékař, přírodovědec, novinář a politik (* 2. ledna 1812)
- 3. dubna – Bedřich Všemír von Berchtold, lékař a botanik (* 25. října 1781)
- 20. dubna – Kazimír Tomášek, kněz a národní buditel (* 9. dubna 1817)
- 21. května – Josef František Frič, vlastenec, advokát a politik (* 6. března 1804)
- 26. květen – František Palacký, spisovatel, historik a politik (* 14. červen 1798)
- 1. června – Josef Ginzel, kanovník katedrální kapituly v Litoměřicích (* 1. května 1804)
- 8. června – Josef Dessauer, klavírista a hudební skladatel pocházející z Čech (* 28. května 1798)
- 12. června – Wilhelm Riedel, malíř (* 15. února 1832)
- 28. června – August Wilhelm Ambros, hudební teoretik, kritik a skladatel (* 11. listopadu 1816)
- 6. července – Karel Würbs, český kreslíř, malíř, litograf a pedagog (* 11. srpna 1807)
- 11. září – Tomáš Famfule, švališér, strýc a opatrovník Mikoláše Alše (* 7. prosince 1793)
- 4. října – Jan Krouský, politik (* 18. února 1814)
- 6. listopadu – Johann Emanuel Veith, rakouský veterinář, teolog, kazatel a spisovatel (* 22. července 1787)
- 19. listopadu – Salesius Mayer, opat kláštera v Oseku u Duchcova (* 28. května 1816)
- 26. listopadu – Benedikt z Rittersteinu, šlechtic (* 1814)
- 5. prosince – Josef Množislav Bačkora, pedagog (* 2. února 1803)
- 13. prosince – Jan Karel Škoda, kněz a spisovatel (* 15. května 1810)
- ? – Ignaz Ginzkey, továrník a podnikatel (* 25. června 1819)
- ? – Jan Kleissl, poslanec Českého zemského sněmu (* 1829)

### Svět

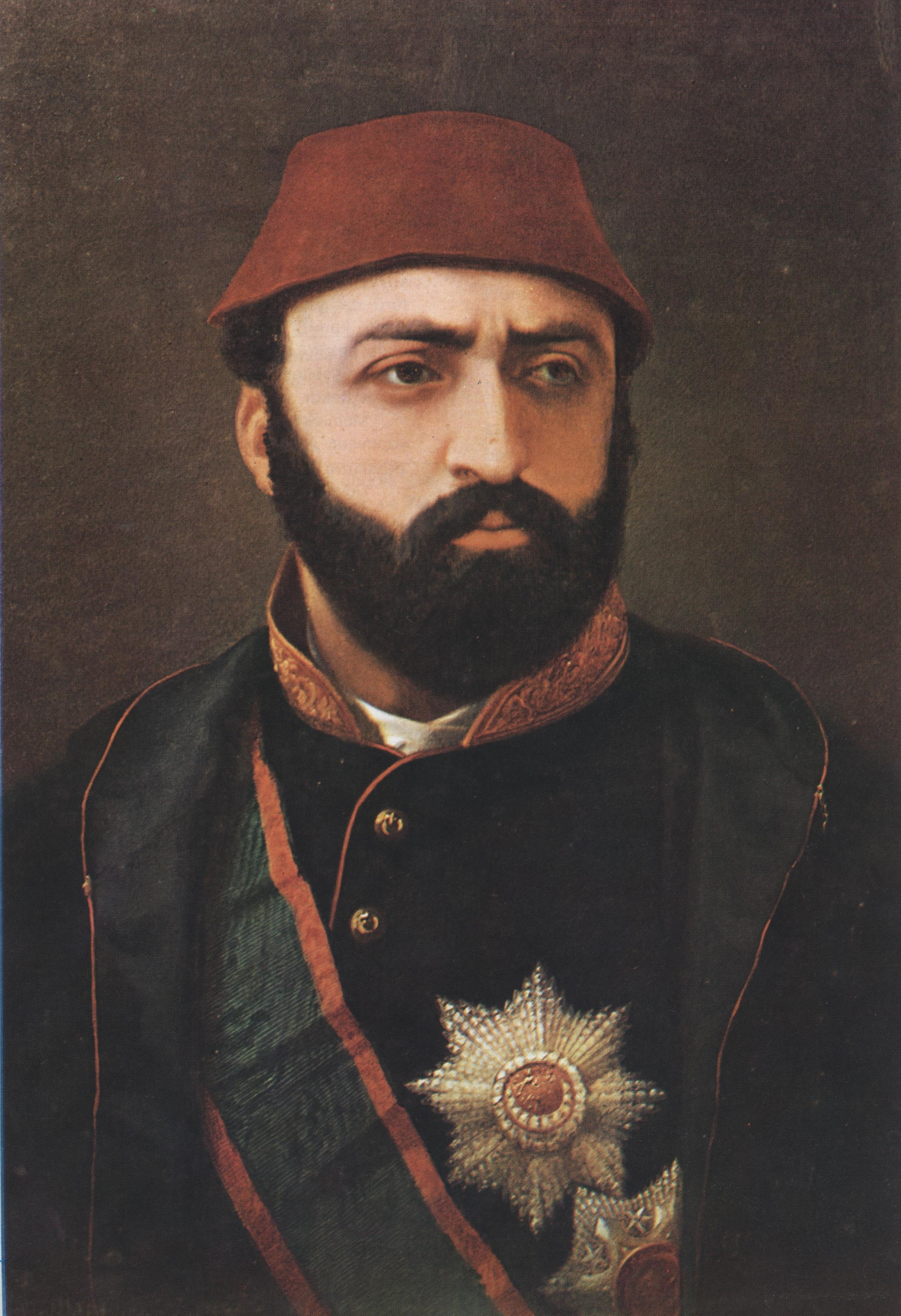
Abdulaziz († 4. června)

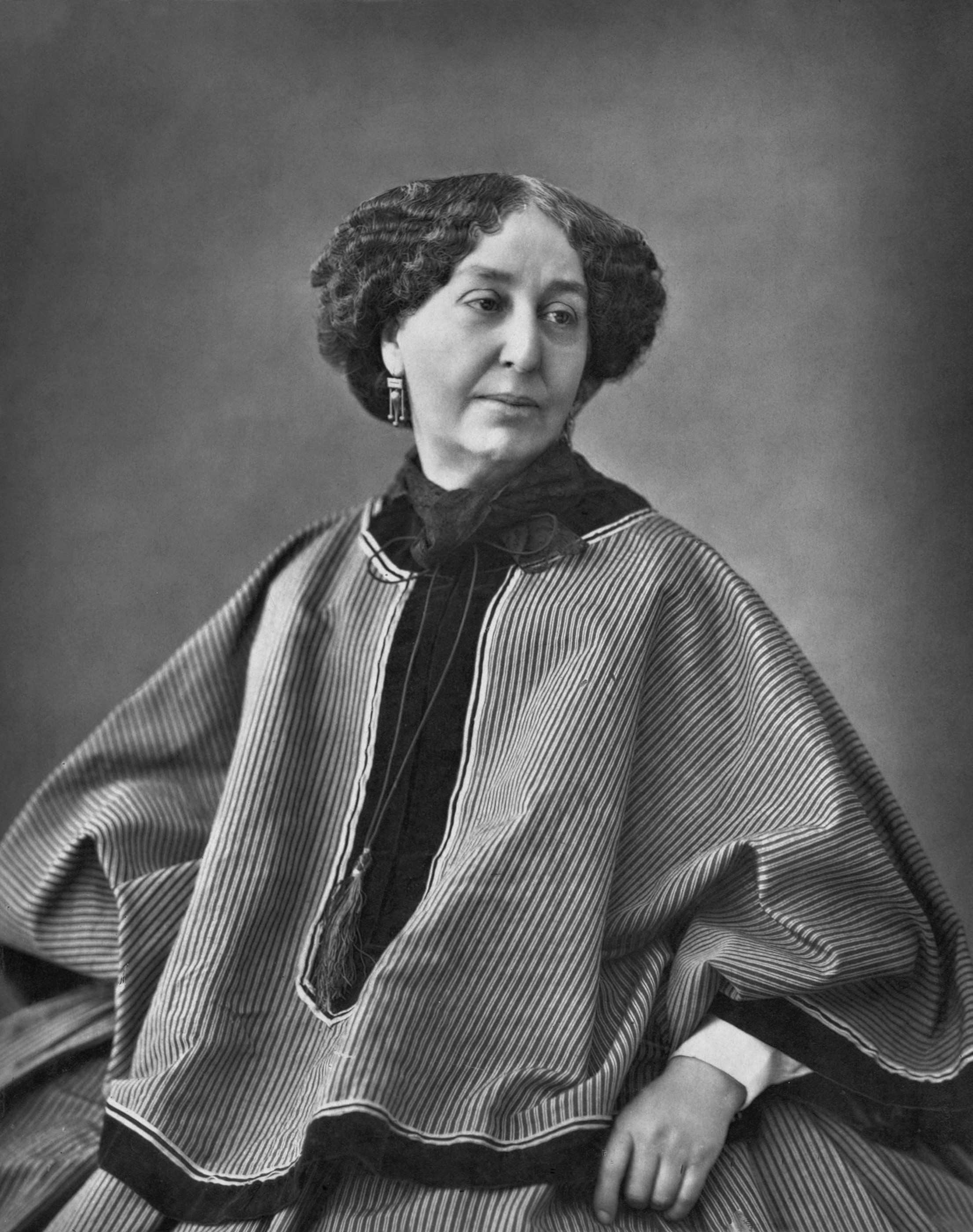
George Sand († 8. června)

- 15. ledna – Eliza McCardle Johnsonová, manželka 17. prezidenta USA Andrewa Johnsona (* 4. října 1810)
- 23. ledna – Jonáš Záborský, slovenský duchovní, básník a spisovatel (* 3. února 1812)
- 24. ledna – Rudolph Striegler, dánský fotograf (* 1816)
- 28. ledna – Ferenc Deák, uherský politik (* 17. října 1803)
- 24. února – Joseph J. Roberts, první prezident svobodného afrického státu Libérie (* 15. března 1809)
- 2. března – Johannes Falke, německý historik (* 10. dubna 1823)
- 5. března
  - Francesco Maria Piave, italský operní libretista (* 18. května 1810)
  - Marie d'Agoult, francouzská spisovatelka (* 31. prosince 1805)
- 9. března – Anton Martius, německý přírodovědec, teolog a cestovatel (* 23. prosince 1794)
- 10. března – Svetozar Marković, srbský realistický spisovatel (* 21. září 1846)
- 28. března – Joseph Böhm, houslista maďarského židovského původu (* 4. dubna 1795)
- 17. dubna – Reinhold Wilhelm Buchholz, německý herpetolog a karcinolog (* 2. října 1837)
- 12. května – Louis-Auguste Bisson, francouzský fotograf (* 21. dubna 1814)
- 23. května – Janko Kráľ, básník, slovenský národní buditel (* 24. dubna 1822)
- 25. května – Franz von John, ministr války Rakouska-Uherska (* 20. listopadu 1815)
- 30. května – Josef Kriehuber, rakouský malíř a litograf (* 15. prosince 1800)
- 1. června
  - Karolina Mariana Meklenbursko-Střelická, dánská korunní princezna (* 10. ledna 1821)
  - Christo Botev, bulharský básník, novinář a revolucionář (* 6. ledna 1848)
- 4. června – Abdulaziz, turecký sultán (* 9. února 1830)
- 7. června – Joséphine de Beauharnais mladší, královna Švédska a Norska (* 14. března 1807)
- 8. června – George Sand, francouzská spisovatelka (* 1. červenec 1804)
- 11. června
  - Ludwig von Holzgethan, ministr financí Rakouského císařství (* 1. října 1810)
  - Neşerek Kadınefendi, konkubína osmanského sultána Abdulazize (* 1848)
- 14. června – Elkanah Billings, kanadský paleontolog (* 5. května 1820)
- 20. června – Jiří August Meklenbursko-Střelický, meklenbursko-střelický vévoda (* 11. ledna 1824)
- 21. června – Antonio López de Santa Anna, mexický generál a prezident (* 21. února 1794)
- 25. června
  - George Armstrong Custer, velitel kavalerie armády Spojených států (* 5. prosince 1839)
  - Thomas Custer, důstojník armády USA (* 15. března 1845)
- 27. června
  - Harriet Martineauová, anglická spisovatelka a socioložka (* 12. června 1802)
  - Christian Gottfried Ehrenberg, německý přírodovědec (* 19. dubna 1795)
- 1. července – Michail Alexandrovič Bakunin ruský revolucionář (* 30. května 1814)
- 4. července – Adolf Svätopluk Osvald, slovenský spisovatel (* 12. května 1839)
- 15. července – Aleksander Fredro, polský dramatik (* 20. června 1793)
- 16. července – Marija Obrenović, moldavsko-rumunská bojarka a srbská šlechtična (* 1831)
- 20. července – Johann Jacob Löwenthal, maďarský šachový mistr (* 15. července 1810)
- 2. srpna – Wild Bill Hickok, legendární postava amerického Divokého Západu (* 27. května 1837)
- 17. srpna – Ignazio Calvi, italský šachista (* 21. ledna 1797)
- 27. srpna – Eugène Fromentin, francouzský malíř a spisovatel (* 24. října 1820)
- 12. září – Anastasius Grün, rakouský básník a překladatel (* 11. dubna 1806)
- 8. listopadu – Marie Viktorie dal Pozzo, španělská královna (* 9. srpna 1847)
- 30. listopadu – Behice Sultan, osmanská princezna (sultánka), dcera sultána Abdülmecida I. (* 26. srpna 1848)
- 31. prosince – Catherine Labouré, francouzská řeholnice, mariánská vizionářka, katolická světice (* 2. května 1806)
- ? – Mads Alstrup, první dánský portrétní fotograf (* 1808)

## Hlavy států

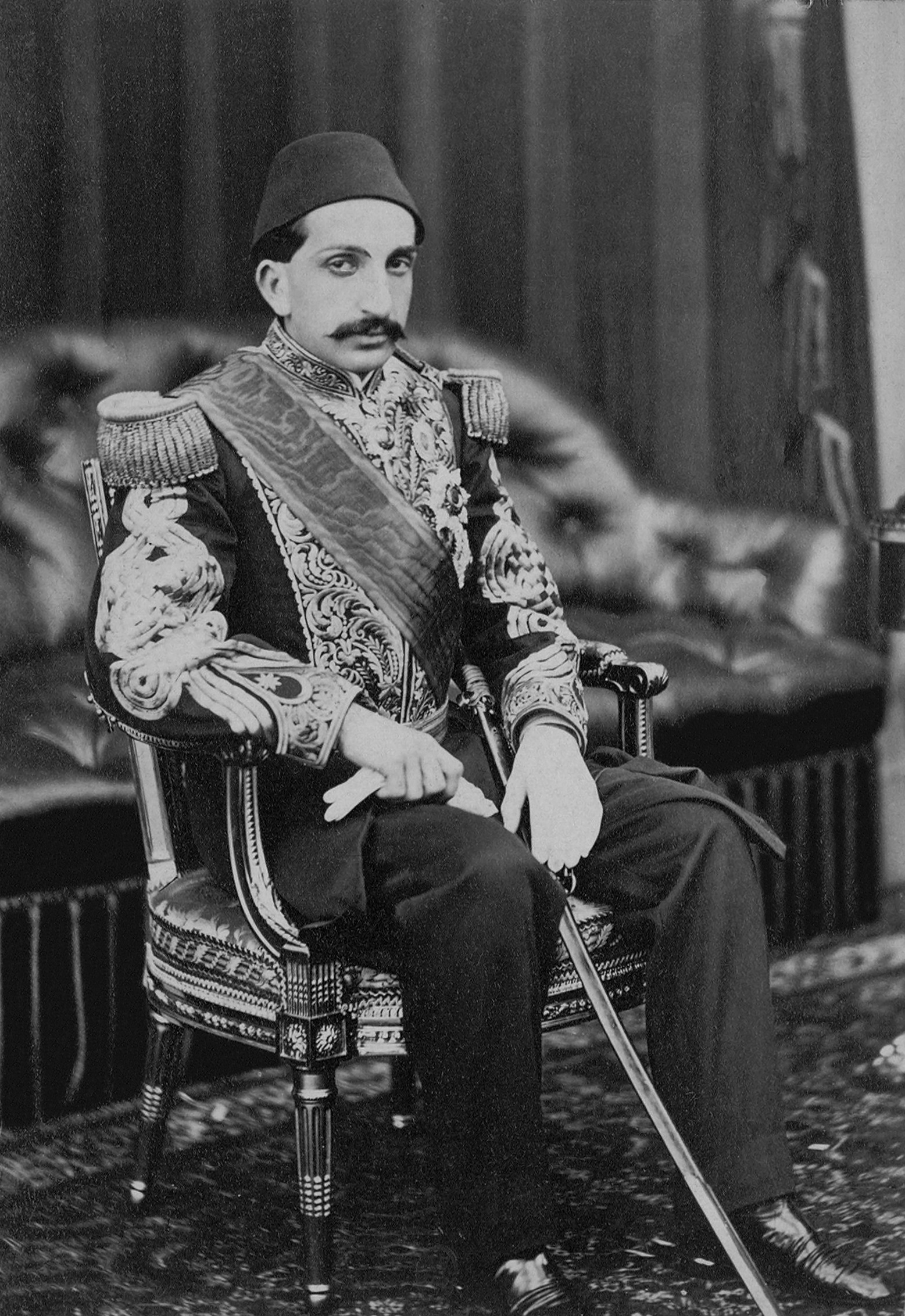
Tureckým sultánem se v roce 1876 stal Abdulhamid II.

- České království – František Josef I. (1848–1916)
- Papež – Pius IX. (1846–1878)
- Království Velké Británie – Viktorie (1837–1901)
- Francie – Patrice de Mac-Mahon (1873–1879)
- Uherské království – František Josef I. (1848–1916)
- Rakouské císařství – František Josef I. (1848–1916)
- Rusko – Alexandr II. (1855–1881)
- Prusko – Vilém I. (1861–1888)
- Dánsko – Kristián IX. (1863–1906)
- Švédsko – Oskar II. (1872–1907)
- Belgie – Leopold II. Belgický (1865–1909)
- Nizozemsko – Vilém III. Nizozemský (1849–1890)
- Řecko – Jiří I. Řecký (1863–1913)
- Španělsko – Alfons XII. (1875–1885)
- Portugalsko – Ludvík I. Portugalský (1861–1889)
- Itálie – Viktor Emanuel II. (1861–1878)
- Rumunsko – Karel I. Rumunský (1866–1881 kníže, 1881–1914 král)
- Osmanská říše – Abdulaziz (1861–1876) / Murad V. (1876) / Abdulhamid II. (1876–1909)
- USA – Ulysses S. Grant (1869–1877)
- Japonsko – Meidži (1867–1912)